# Edward Irving
Edward Irving (4 de agosto de 1792 – 7 de dezembro de 1834) foi um ministro religoso escocês e pai do movimento restauracionista que leva o seu nome.

## Biografia
Irving nasceu en Annan, foi educado na Universidade de Edimburgo. Tornou-se ministro da Igreja da Escócia ordenado em 1821. Pregador eloquente e popular, atraiu adeptos em Londres, onde em 1827 inaugurou uma igreja presbiteriana em Regent Square.
Estudioso das profecias bíblicas, traduziu Manuel Lacunza para o inglês e pregava o iminente retorno de Jesus Cristo. Suas interpretações, principalmente que nos último dias haveria uma nova manifestação carismática do Espírito Santo, valeram sua expulsão do presbitério de Londres em 1830.
Os seguidores de Irving organizaram a Holy Catholic Apostolic Church, intencionando difundir a sua mensagem entre os protestantes, católicos e ortodoxos. Visavam o restabelecimento de apóstolos, a profecia, o selo (imposição das mãos para receber o Espírito Santo) e o dom de línguas (glossolalia religiosa). Por não manifestar esses sinais carismáticos, Irving acabou perdendo sua influência no movimento. Morreria logo em 1834.
Falecido prematuramente aos 42 anos de idade, Edward Irving, um ministro da Igreja da Escócia (Presbiteriana), foi uma das mais célebres e controvertidas personalidades religiosas do século XIX. Pregador eloquente e imensamente popular, pastor devotado e amado pelo seu rebanho, homem de profunda piedade cristã, ele veio a envolver-se em controvérsias teológicas que acarretaram a sua deposição do ministério presbiteriano e a subsequente formação de uma nova confissão religiosa, a Igreja Católica Apostólica.
Com o passar do tempo, aquele que despertara tantas paixões foi sendo gradativamente esquecido ou então lembrado apenas como um fanático, herege ou exibicionista. Em décadas recentes, todavia, tem ocorrido no mundo anglo-saxão uma redescoberta de Irving e um novo interesse pela sua vida e obra. Não só tem ele recebido atenção como um importante precursor do moderno movimento carismático, como um número crescente de estudiosos têm entendido que Edward Irving foi um teólogo consistente e profundo.
O objetivo deste ensaio é proporcionar uma visão introdutória da vida e realizações deste líder cristão, destacar alguns elementos básicos da sua reflexão teológica e fazer uma rápida avaliação crítica de suas idéias e posicionamentos.

## Síntese biográfica
Muitas biografias de Edward Irving têm sido escritas ao longo dos anos. Irving nasceu no dia 14 de agosto de 1792 na pequena cidade de Annan, na Escócia, sendo o seu pai um humilde curtidor. Ainda menino, foi aluno de Adam Hope, um professor conceituado e piedoso que alguns anos mais tarde também seria mestre de Thomas Carlyle, o futuro literato.
Em virtude do alto valor atribuído à educação na cultura presbiteriana escocesa, aos 13 anos Irving foi estudar na Universidade de Edimburgo, onde se destacou nos clássicos e na matemática. Nessa época, iniciou também os seus estudos teológicos, que tiveram prosseguimento após a sua formatura, enquanto trabalhava como professor. Estes estudos eventualmente o levaram a decidir-se pelo ministério sagrado.
Após uma série de desapontamentos, Irving foi convidado pelo Rev. Thomas Chalmers para ajudá-lo no seu trabalho ministerial em Glasgow. Chalmers, provavelmente o maior líder evangélico escocês em todo o século XIX, ouvira Irving pregar e ficara impressionado com as suas qualidades. Em outubro de 1819 Irving passou a assisti-lo na sua obra social e religiosa junto à população carente.
Em julho de 1822, Irving, então com 30 anos, foi convidado para pastorear uma pequena congregação da Igreja da Escócia em Londres, a Caledonian Chapel. No início do ano seguinte, as multidões que se reuniam para ouvi-lo eram tão numerosas que eventualmente um novo templo precisou ser construído, a majestosa catedral de Regent Square. Em 1827, quando o novo santuário foi inaugurado, cerca de mil pessoas freqüentavam os cultos regularmente, fazendo dela a maior igreja da capital inglesa. Nesse ínterim, em outubro de 1823, Irving havia contraído núpcias com Isabella Martin, com a qual teve sete filhos, quatro dos quais morreram na infância.
As razões da grande celebridade de Irving foram várias, a começar pelos seus dotes de oratória, voz possante e bem treinada, aparência física e personalidade. Acima de tudo, porém, era a sua mensagem o maior atrativo para as multidões que buscavam ouvi-lo a cada semana — seu zelo ardente pelo evangelho de Cristo, sua denúncia intransigente do materialismo e da fria respeitabilidade da sociedade contemporânea. No dizer de um estudioso, "nenhum ídolo e nenhum pecado escapavam do açoite profético de suas denúncias abrasadoras."
Por outro lado, é de se destacar que, mesmo no auge da sua popularidade, Irving também pregava regular e sistematicamente sobre questões doutrinárias, como foi o caso de uma série de mensagens sobre a Trindade, no final de 1825. O fato é que, por alguns anos, a alta sociedade londrina acorreu para ouvi-lo, inclusive distintas personalidades do mundo político e intelectual, como Canning, Lord Liverpool, Bentham e Coleridge. Embora os seus sermões se estendessem em média por duas horas, era preciso reservar lugares com muitos dias de antecedência.
A partir de 1825, Irving começou uma longa associação com um grupo de amigos que se reuniam na casa do banqueiro Henry Drummond, em Albury Park, para o estudo de escatologia. Dada a condição da igreja e do país, a firme convicção de Irving de que a volta de Cristo era iminente levou-o com seus companheiros de Albury e um pequeno grupo da igreja a "buscarem o Senhor", pedindo um derramamento do Espírito Santo.
No final de 1827 começaram os problemas de Irving, quando o Rev. Henry Cole, um ministro anglicano, o acusou publicamente de heresia perniciosa. Por dois anos Irving vinha expondo a sua opinião de que Cristo havia assumido uma natureza humana decaída, corruptível. Em novembro de 1830 o Presbitério de Londres declarou Irving culpado de heresia. No entanto, os oficiais da sua igreja lhe deram respaldo e ele pode continuar o seu ministério sem impedimento.
Enquanto isto, no início de 1830 haviam ocorrido manifestações carismáticas na Escócia e, no final de 1831, surgiram ocorrências de línguas e profecias nos cultos de Regent Square. Irving, crendo serem tais manifestações a operação dos dons do Espírito Santo, recusou-se a proibi-las. Em março de 1832, o Conselho que antes o apoiara denunciou-o perante o presbitério por transgredir a norma de que somente pessoas ordenadas ou nomeadas pela Igreja da Escócia podiam dirigir o culto público.
Poucas semanas mais tarde Irving viu-se afastado do pastorado de Regent Square. O grupo que o acompanhou, mais de 600 pessoas, eventualmente deu origem a uma nova denominação, a Igreja Católica Apostólica, que não foi fundada por Irving, embora certamente tenha recebido a sua influência. Irving não chegou a ocupar nenhum lugar de destaque na nova entidade, caracterizada por uma eclesiologia desenvolvida e uma liturgia altamente elaborada, além da sua ênfase carismática.
No mesmo ano, a Assembléia Geral da Igreja da Escócia instruiu o Presbitério de Annan, o concílio que ordenara Irving, a julgá-lo pelo ensino concernente à natureza humana de Cristo. No dia 13 de março de 1833 ele foi deposto do ministério. Em 7 de dezembro do ano seguinte Edward Irving veio a falecer em Glasgow, vitimado pela tuberculose.

## Reflexão teológica
Edward Irving foi um ávido estudioso da teologia cristã, com uma predileção especial pelos Pais da igreja antiga. Os resultados da sua própria reflexão podem ser vistos nos muitos sermões que deixou e em um grande número de outros escritos. Orador e escritor extremamente prolixo, suas obras somam milhares de páginas, muitas das quais publicadas postumamente.
Os principais interesses de Irving concentram-se nas áreas da cristologia, pneumatologia e escatologia, com ramificações nas demais áreas da teologia cristã. O aspecto mais peculiar da reflexão de Irving é o seu entendimento da encarnação e de suas implicações soteriológicas. Ele afirmou nos termos mais incisivos, muitas vezes chocantes, o caráter radical da humanidade de Jesus e, neste sentido, argumentou que na encarnação o Filho não assumira uma humanidade perfeita, incorruptível, mas a própria natureza humana decaída. Se Jesus nasceu na história humana de uma mãe humana, ponderou Irving, então o seu corpo necessariamente consistia de matéria que partilhava do caráter decaído do mundo. E acrescentou: "Que Cristo assumiu nossa natureza decaída é inteiramente manifesto, pois não existe outra para assumir."
A preocupação principal de Irving ao adotar este ensino era soteriológica. Ele alegou que se Cristo não tivesse assumido a natureza humana a este ponto, ele não teria sido um com a humanidade e não poderia ter sido tentado; Ele também não poderia ter curado, reconciliado e redimido os seres humanos. Neste aspecto, Irving elaborou alguns pontos de doutrina que tinham se manifestado no pensamento dos antigos Pais da igreja, e que foram sintetizados na concepção segundo a qual Cristo não poderia redimir o que ele não assumiu.
Paradoxalmente, Irving afirmou em termos não menos incisivos a perfeição e a plena santidade da pessoa de Jesus — como o divino Filho de Deus, a pessoa de Cristo só podia ser santa e incorruptível. E aqui nos deparamos com outro aspecto intrigante da teologia de Irving. Segundo ele, quando o Filho humilhou-se a si mesmo e se encarnou, a natureza corruptível por ele assumida foi inteiramente santificada graças à atuação do Espírito Santo. Em outras palavras, Irving entendeu que a natureza humana de Cristo, embora tendo a mesma carne corruptível de sua mãe, foi preservada sem pecado e incorruptível em virtude de ter sido vivificada e habitada pelo Espírito Santo. Ele afirmou a certa altura: "Esta é a substância do nosso argumento: que a sua natureza humana [de Cristo] era santa da única maneira em que a santidade existe ou pode existir após a queda..., a saber, através da atuação interna ou dinamização do Espírito Santo."
Através do estudo da pessoa de Cristo nos Evangelhos, Irving concluiu que o Filho não realizou milagres nem pregou o evangelho do reino graças à sua divindade intrínseca, mas através do poder do Espírito Santo que lhe foi conferido pelo Pai no seu batismo. E o que Cristo desfrutou, cria ele, foi prometido a toda a igreja. Esta perspectiva, aliada à sua firme convicção pré-milenista no tocante à iminente volta de Cristo, o levou a esperar o derramamento do Espírito Santo como a única maneira de repelir a maré de impiedade que inundava a sociedade da sua época, e de fazer a última colheita de almas antes do retorno do Filho do homem. O extenso e abrangente sistema teológico desenvolvido por Irving abrange diversos aspectos, como, por exemplo, a complexa relação por ele traçada entre o Filho preexistente e a concepção bíblica do ser humano.

## Avaliação
A teologia de Edward Irving e as ações pastorais decorrentes desta teologia têm sido avaliadas diversamente pelos estudiosos atuais. Em parte, pelo fato de Irving ter sido tratado de maneira descaridosa no passado, hoje em dia há uma tendência de vê-lo por um prisma simpático e receptivo. Evidentemente, esta atitude é ainda mais explícita quando o analista é filiado ao movimento pentecostal ou carismático. É o caso, por exemplo, de David Allen, professor de um seminário da Assembléia de Deus na Inglaterra; Larry Christenson, conhecido luterano carismático dos Estados Unidos; e particularmente, C. Gordon Strachan, um pastor carismático da Igreja da Escócia.
No aspecto positivo, é inegável que a ênfase dada por Irving à humanidade de Jesus Cristo, bem como à centralidade da atuação do Espírito Santo na sua pessoa e ministério, é algo salutar e necessário para a igreja de todos os tempos. David Dorries argumenta que tanto os pentecostais clássicos quanto os carismáticos ou neopentecostais teriam muito a beneficiar-se com a forma de "pentecostalismo" radicalmente cristocêntrico proposto por Irving.
Uma importante contribuição prática de Irving está na sua ousadia em denunciar o materialismo e as filosofias ímpias do seu tempo. Porque ele pregava um Cristo radicalmente humano e comprometido com aqueles a quem veio salvar, Irving entendia que a função da igreja não era apoiar o status quo ou transigir com os valores contemporâneos. De igual modo, tanto individual quanto coletivamente, a capacitação e unção do Espírito foi vista por ele como a resposta à debilidade crônica da igreja e à sua influência cada vez menor na sociedade.
Estas são afirmações com as quais podemos concordar. O problema está na premissa básica de Irving e em algumas de suas implicações. Vale relembrá-las: ao encarnar, o Filho de Deus assumiu uma natureza humana decaída, corruptível; no entanto, esta natureza foi inteiramente santificada pelo Espírito Santo e, portanto, Cristo ficou sempre isento de pecar; o mesmo Espírito que preservou a Cristo incorruptível e o habilitou a realizar milagres e a pregar o evangelho, pode santificar os cristãos e capacitá-los através do seus dons para a obra de Deus no final dos tempos.
Alguns autores, sem negar os aspectos apreciáveis da personalidade, vida e ministério de Irving, têm questionado estes aspectos radicais e inusitados da sua teologia. Entre eles, destacamos Donald MacLeod e Arnold Dallimore.
As posições de Irving quanto à humanidade de Cristo têm sido objeto de várias críticas: sua linguagem é muitas vezes extremada, carente de equilíbrio e ponderação; ele parece minimizar a diferença que existe entre Cristo e os cristãos; e, acima de tudo, conflitam-se desnecessariamente com a doutrina cristã histórica. Tanto as Escrituras quanto as formulações históricas da fé cristã nada dizem sobre a suposta humanidade decaída de Cristo e a santificação da mesma pelo Espírito Santo.
MacLeod faz uma série de considerações oportunas sobre a cristologia de Irving. Quando Gregório Nazianzeno afirmou que "o que não é assumido não é redimido," ele queria acentuar, ao contrário dos nestorianos, que Cristo tomou para si um pneuma (espírito) humano, aí incluídos o intelecto, a vontade e as afeições. Aliás, o próprio Irving estaria sujeito à acusação de nestorianismo ao afirmar que o que era decaído não era a pessoa de Jesus, mas somente a sua natureza humana.
Quanto à alegação de que, a menos que Cristo tivesse uma natureza humana decaída, ele não poderia ter sido semelhante a nós e não poderia ter sido tentado, o próprio Irving admitiu que havia alguma descontinuidade entre Cristo e nós, sendo ele sem pecado. Com relação à sua pneumatologia, Irving causou males a si próprio e às suas ovelhas por causa de sua crença na possibilidade de novas revelações e de sua preocupação excessiva com as manifestações mais espetaculares dos dons espirituais. Ironicamente, Irving nunca exerceu pessoalmente nenhum dos dons, ainda que cresse serem os mesmos expressões legítimas da atuação do Espírito Santo na igreja. Nos seus últimos meses de vida, Irving estava convicto de que seria curado da enfermidade que o acometera; porém, a cura não veio e ele deixou de tomar precauções que talvez pudessem ter evitado a sua morte trágica e prematura.
Todavia, mesmo os críticos mais rigorosos reconhecem a grande sinceridade e autenticidade de Irving e a sua plena consagração a Cristo. Num célebre sermão missionário que pregou, ele proferiu as palavras que se encontram nas páginas de abertura de algumas de suas biografias: "Um homem com um só pensamento — o evangelho de Cristo; um homem com um só propósito — a glória de Deus; contente em ser considerado um louco — por Cristo".

Como um orador e escritor apaixonado e polêmico, Irving foi e continua sendo objeto de críticas as mais variadas. Diversos autores, mesmo simpatizantes, têm deplorado atitudes de Irving como o seu exagerado pessimismo pré-milenista, seu gosto por novidades, sua falta de equilíbrio no trato de certas questões eclesiásticas e pastorais. A sua vida e ministério apresentam sérias advertências para todos os líderes cristãos no desempenho de suas responsabilidades ministeriais.